# Erotisch kapitaal

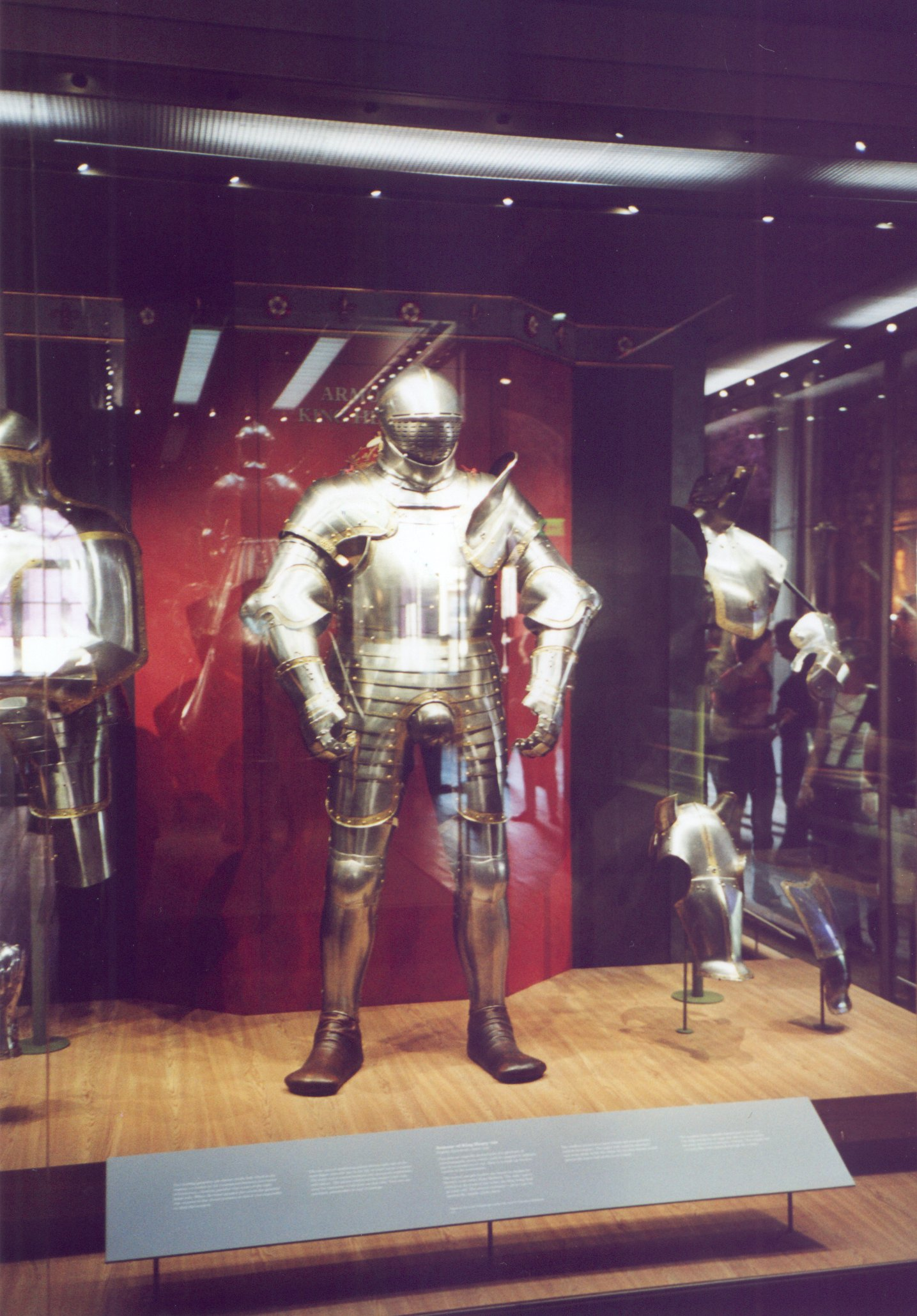
Harnas met codpiece

Erotisch kapitaal ook wel seksueel kapitaal genoemd, is een term die voortborduurt op het concept van kapitaal van Pierre Bourdieu. Het is een van de soorten kapitaal, naast sociaal kapitaal (netwerk), cultureel kapitaal en symbolisch kapitaal. De schrijfster Catherine Hakim noemt in deze lijst ook menselijk kapitaal (intelligentie en opleiding) en het economisch kapitaal (geld).
Het concept erotisch kapitaal is ontwikkeld door de socioloog Adam Isaiah Green van de Universiteit van Toronto. Hij definieert erotisch kapitaal als de kwaliteit en kwantiteit van eigenschappen van een individueel persoon die een erotische respons in een ander kunnen oproepen. Green bedacht deze term naar aanleiding van onderzoek onder homoseksuelen. Bij dat onderzoek stelde hij vast dat veel mannen grote investeringen deden om erotisch gezien zo kapitaalkrachtig mogelijk te worden.

## Verworven erotisch kapitaal
Sommige van deze eigenschappen zijn aangeboren en niet te veranderen (zoals lengte of huidskleur) terwijl andere kunnen worden verworven. Voorbeelden van verworven erotisch kapitaal zijn:
- grotere borsten door borstvergroting
- betere proporties door liposuctie
- meer spiermassa door bodybuilding.

Ook kleding make-up en haardracht kunnen tot het verworven erotisch kapitaal behoren.

## Verlies van erotisch kapitaal
In veel culturen is (veronderstelde) maagdelijkheid van een vrouw een erotisch kapitaal. Verkrachting is een aantasting van dit kapitaal.

## Verbergen van erotisch kapitaal
Volgens de seksuologische theorie van Green verwerft een bedekt of verstopt lichaamsdeel in de loop der jaren erotisch kapitaal. Daarom raakten mensen aan het einde van de victoriaanse tijd in extase bij het zien van een onbedekte vrouwelijke kuit of zelfs een enkel.
Ook tegenwoordig wordt het erotisch kapitaal van vrouwen door sommige groepen bedekt, door bijvoorbeeld een sluier, een sjaal om het hoofd of een burqa. Orthodox joodse vrouwen gebruiken voor dat doel een pruik.

## Effect van erotisch kapitaal
Aantrekkelijke vrouwen zijn volgens socioloog Catherine Hakim van de London School of Economics succesvoller in het zakenleven. Aantrekkelijke vrouwen verdienen meer dan gemiddeld uitziende vrouwen, terwijl die weer meer verdienen dan lelijke vrouwen. Zij concludeert daaruit dat sexappeal een waarde vertegenwoordigt. Op grond daarvan komt zij tot een omstreden advies aan vrouwen die de top willen bereiken, om hun erotische uitstraling te gebruiken.
Hetzelfde geldt voor mannen. Eveneens volgens Hakim verdienen knappe mannen meer dan minder aantrekkelijke collega's, Het verschil is volgens haar zelfs groter bij mannen dan bij vrouwen.
Zowel voor mannen als voor vrouwen in bepaalde functies geldt dat zij voldoende seksueel kapitaal moeten hebben om ervoor in aanmerking te komen. Dat geldt bijvoorbeeld voor beroepen zoals hostess, stewardess of skileraar.